# Rayan Aït-Nouri
Rayan Aït-Nouri (tiếng Ả Rập: رَيَّان آيَت نُورِيّ; sinh ngày 6 tháng 6 năm 2001) là một cầu thủ bóng đá chuyên nghiệp hiện đang thi đấu ở vị trí hậu vệ trái cho câu lạc bộ Premier League Manchester City. Sinh ra ở Pháp, anh thi đấu cho đội tuyển bóng đá quốc gia Algeria.

## Thống kê sự nghiệp
Tính đến các trận đấu ngày 22 tháng 5 năm 2022
| Đội                            | Mùa giải  | Giải đấu               | Giải đấu | Giải đấu  | Cúp quốc gia | Cúp quốc gia | Cúp liên đoàn | Cúp liên đoàn | Khác    | Khác      | Tổng cộng | Tổng cộng |
| Đội                            | Mùa giải  | Hạng đấu               | Số trận  | Bàn thắng | Số trận      | Bàn thắng    | Số Trận       | Bàn thắng     | Số trận | Bàn thắng | Số trận   | Bàn thắng |
| ------------------------------ | --------- | ---------------------- | -------- | --------- | ------------ | ------------ | ------------- | ------------- | ------- | --------- | --------- | --------- |
| Angers II                      | 2017–18   | Championnat National 3 | 4        | 0         | —            | —            | —             | —             | —       | —         | 4         | 0         |
| Angers II                      | 2018–19   | Championnat National 3 | 6        | 0         | —            | —            | —             | —             | —       | —         | 6         | 0         |
| Angers II                      | Total     | Total                  | 10       | 0         | —            | —            | —             | —             | —       | —         | 10        | 0         |
| Angers                         | 2018–19   | Ligue 1                | 3        | 0         | 0            | 0            | 0             | 0             | —       | —         | 3         | 0         |
| Angers                         | 2019–20   | Ligue 1                | 17       | 0         | 0            | 0            | 0             | 0             | —       | —         | 17        | 0         |
| Angers                         | 2020–21   | Ligue 1                | 3        | 0         | 0            | 0            | —             | —             | —       | —         | 3         | 0         |
| Angers                         | Tổng cộng | Tổng cộng              | 23       | 0         | 0            | 0            | 0             | 0             | —       | —         | 23        | 0         |
| Wolverhampton Wanderers (loan) | 2020–21   | Premier League         | 21       | 1         | 3            | 0            | 0             | 0             | —       | —         | 24        | 1         |
| Wolverhampton Wanderers        | 2021–22   | Premier League         | 23       | 1         | 2            | 0            | 2             | 0             | —       | —         | 27        | 1         |
| Wolverhampton Wanderers        | Tổng cộng | Tổng cộng              | 44       | 2         | 5            | 0            | 2             | 0             | —       | —         | 51        | 2         |
| Tổng cộng                      | Tổng cộng | Tổng cộng              | 77       | 2         | 5            | 0            | 2             | 0             | 0       | 0         | 84        | 2         |